# 스티븐 니콜스
스티븐 니콜스(Stephen Nichols, 1951년 2월 19일 ~ )는 미국의 배우이다.
신시내티에서 태어났다.

## 출연 작품
- 글래스 케이지 (1996년)
- 체크메이트 (1996년)
- 헤븐스 티어 (1995년)
- 피닉스 (1995년)
- 커버 미 (1995년)
- 2000 말리부 로드 (1992년)
- 80일간의 세계일주 (1989년)
- 하우스 (1986년)
- 위치보드 (1985년)
- 선택 (1981, Choices)
- 달라스 (1978년)
- 더 영 앤 더 레스트리스 (1973년)
- 우리 생애 나날들 (1965년)